# NGC 1692
NGC 1692 este o galaxie lenticulară situată în constelația Iepurele. A fost descoperită în 11 decembrie 1885 de către Ormond Stone⁠(d).